# Ronde van Frankrijk 2017
De 104de editie van de Ronde van Frankrijk werd van 1 tot en met 23 juli 2017 verreden. De drie weken durende wedstrijd ging van start in de Duitse stad Düsseldorf en eindigde traditiegetrouw in Parijs.
Op 22 december 2015 werd bekend dat Düsseldorf het vertrekpunt van deze ronde zou worden. Het is de vierde keer dat de Franse wielerwedstrijd in Duitsland start: in 1965 was de start in Keulen, in 1980 in Frankfurt am Main en in 1987 was de start in West-Berlijn.

## Parcours
Op 14 januari 2016 werden de eerste wedstrijddetails bekendgemaakt en op 18 oktober 2016 volgde het volledige etappeschema. De ronde startte met een individuele tijdrit van 13 kilometer door Düsseldorf met start en finish bij het beursgebouw (Messe Düsseldorf). De tweede etappe was een rit die startte vanaf de Burgplatz in Düsseldorf. Deze etappe voerde onder andere door Erkrath in het Neandertal en Mettmann. en ging vervolgens over de grens naar de Belgische stad Luik.
De Ronde deed vier landen aan: Duitsland, België, Luxemburg en Frankrijk. Er werden achtereenvolgens vijf bergketens aangedaan: de Vogezen, de Jura, de Pyreneeën, het Centraal Massief en de Alpen. Er was drie keer een aankomst bergop: op Planche des Belles Filles, Peyragudes en de Col d'Izoard. In totaal waren er 36 tijdritkilometers.

## Deelnemende ploegen
| 18 UCI World Tour-ploegen | 18 UCI World Tour-ploegen | 18 UCI World Tour-ploegen | 4 wildcards          |
| ------------------------- | ------------------------- | ------------------------- | -------------------- |
| AG2R La Mondiale          | Dimension Data            | Orica-Scott               | Cofidis              |
| Astana                    | FDJ                       | Quick-Step Floors         | Direct Énergie       |
| Bahrein-Merida PCT        | Katjoesja Alpecin         | Sky                       | Team Fortuneo-Oscaro |
| BMC Racing Team           | LottoNL-Jumbo             | Sunweb                    | Wanty-Groupe Gobert  |
| BORA-hansgrohe            | Lotto Soudal              | Trek-Segafredo            |                      |
| Cannondale-Drapac         | Movistar                  | UAE Team Emirates         |                      |
|                           |                           |                           |                      |
|                           |                           |                           |                      |

## Favorieten
Hoewel minder afgetekend dan de voorgaande jaren, gold Chris Froome (winnaar van 2013, 2015 en 2016) opnieuw als de grootste kanshebber. Zijn voormalige ploeggenoot Richie Porte (5e in 2016) werd gezien als vermoedelijk zijn belangrijkste uitdager. Andere kandidaten leken Nairo Quintana (3e in 2016), Romain Bardet (2e in 2016), Alberto Contador (winnaar 2007 en 2009), Fabio Aru (winnaar Ronde van Spanje 2015), Alejandro Valverde (6e in 2016) en Jakob Fuglsang (winnaar Critérium du Dauphiné).

## Etappe-overzicht
| Datum   | Etappe                     | Start – finish                             | Afstand (km)               | Type                       | Winnaar                    | Ploeg                      | Klassementsleider          |
| ------- | -------------------------- | ------------------------------------------ | -------------------------- | -------------------------- | -------------------------- | -------------------------- | -------------------------- |
| 1 juli  | 1                          | Düsseldorf – Düsseldorf                    | 14,7                       | Individuele tijdrit        | Geraint Thomas             | Team Sky                   | Geraint Thomas             |
| 2 juli  | 2                          | Düsseldorf – Luik                          | 203,5                      | Vlakke rit                 | Marcel Kittel              | Quick-Step Floors          | Geraint Thomas             |
| 3 juli  | 3                          | Verviers – Longwy                          | 212,5                      | Heuvelrit                  | Peter Sagan                | BORA-hansgrohe             | Geraint Thomas             |
| 4 juli  | 4                          | Mondorf-les-Bains – Vittel                 | 207,5                      | Vlakke rit                 | Arnaud Démare              | FDJ                        | Geraint Thomas             |
| 5 juli  | 5                          | Vittel – Planche des Belles Filles         | 160,5                      | Bergrit                    | Fabio Aru                  | Astana Pro Team            | Chris Froome               |
| 6 juli  | 6                          | Vesoul – Troyes                            | 216                        | Vlakke rit                 | Marcel Kittel              | Quick-Step Floors          | Chris Froome               |
| 7 juli  | 7                          | Troyes – Nuits-Saint-Georges               | 213,5                      | Vlakke rit                 | Marcel Kittel              | Quick-Step Floors          | Chris Froome               |
| 8 juli  | 8                          | Dole – Station des Rousses                 | 187,5                      | Bergrit                    | Lilian Calmejane           | Direct Énergie             | Chris Froome               |
| 9 juli  | 9                          | Nantua – Chambéry                          | 181,5                      | Bergrit                    | Rigoberto Urán             | Cannondale-Drapac          | Chris Froome               |
| 10 juli | Rustdag in de Dordogne     | Rustdag in de Dordogne                     | Rustdag in de Dordogne     | Rustdag in de Dordogne     | Rustdag in de Dordogne     | Rustdag in de Dordogne     | Rustdag in de Dordogne     |
| 11 juli | 10                         | Périgueux – Bergerac                       | 178                        | Vlakke rit                 | Marcel Kittel              | Quick-Step Floors          | Chris Froome               |
| 12 juli | 11                         | Eymet – Pau                                | 203,5                      | Vlakke rit                 | Marcel Kittel              | Quick-Step Floors          | Chris Froome               |
| 13 juli | 12                         | Pau – Peyragudes                           | 214,5                      | Bergrit                    | Romain Bardet              | AG2R La Mondiale           | Fabio Aru                  |
| 14 juli | 13                         | Saint-Girons – Foix                        | 101                        | Bergrit                    | Warren Barguil             | Team Sunweb                | Fabio Aru                  |
| 15 juli | 14                         | Blagnac – Rodez                            | 181,5                      | Vlakke rit                 | Michael Matthews           | Team Sunweb                | Chris Froome               |
| 16 juli | 15                         | Laissac-Sévérac-l'Église – Le Puy-en-Velay | 189,5                      | Heuvelrit                  | Bauke Mollema              | Trek-Segafredo             | Chris Froome               |
| 17 juli | Rustdag in Le Puy-en-Velay | Rustdag in Le Puy-en-Velay                 | Rustdag in Le Puy-en-Velay | Rustdag in Le Puy-en-Velay | Rustdag in Le Puy-en-Velay | Rustdag in Le Puy-en-Velay | Rustdag in Le Puy-en-Velay |
| 18 juli | 16                         | Le Puy-en-Velay – Romans-sur-Isère         | 165                        | Vlakke rit                 | Michael Matthews           | Team Sunweb                | Chris Froome               |
| 19 juli | 17                         | La Mure – Serre Chevalier                  | 183                        | Bergrit                    | Primož Roglič              | Team LottoNL-Jumbo         | Chris Froome               |
| 20 juli | 18                         | Briançon – Izoard                          | 179,5                      | Bergrit                    | Warren Barguil             | Team Sunweb                | Chris Froome               |
| 21 juli | 19                         | Embrun – Salon-de-Provence                 | 222,5                      | Vlakke rit                 | Edvald Boasson Hagen       | Team Dimension Data        | Chris Froome               |
| 22 juli | 20                         | Marseille – Marseille                      | 22,5                       | Individuele tijdrit        | Maciej Bodnar              | BORA-hansgrohe             | Chris Froome               |
| 23 juli | 21                         | Montgeron – Parijs (Champs-Élysées)        | 103                        | Vlakke rit                 | Dylan Groenewegen          | Team LottoNL-Jumbo         | Chris Froome               |

## Klassementsleiders na elke etappe
| Etappe 0       | Algemeen klassement | Puntenklassement | Bergklassement   | Jongerenklassement | Ploegenklassement | Strijdlust               |
| -------------- | ------------------- | ---------------- | ---------------- | ------------------ | ----------------- | ------------------------ |
| 1              | Geraint Thomas      | Geraint Thomas1  | niet uitgereikt  | Stefan Küng        | Team Sky          | niet uitgereikt          |
| 2              | Geraint Thomas      | Marcel Kittel    | Taylor Phinney   | Stefan Küng        | Team Sky          | Yoann Offredo            |
| 3              | Geraint Thomas      | Marcel Kittel    | Nathan Brown     | Pierre Latour      | Team Sky          | Lilian Calmejane         |
| 4              | Geraint Thomas      | Arnaud Démare    | Nathan Brown     | Pierre Latour      | Team Sky          | Guillaume Van Keirsbulck |
| 5              | Chris Froome        | Arnaud Démare    | Fabio Aru        | Simon Yates        | Team Sky          | Philippe Gilbert         |
| 6              | Chris Froome        | Arnaud Démare    | Fabio Aru        | Simon Yates        | Team Sky          | Vegard Stake Laengen     |
| 7              | Chris Froome        | Marcel Kittel    | Fabio Aru        | Simon Yates        | Team Sky          | Dylan van Baarle         |
| 8              | Chris Froome        | Marcel Kittel    | Lilian Calmejane | Simon Yates        | Team Sky          | Lilian Calmejane         |
| 9              | Chris Froome        | Marcel Kittel    | Warren Barguil   | Simon Yates        | Team Sky          | Warren Barguil           |
| 10             | Chris Froome        | Marcel Kittel    | Warren Barguil   | Simon Yates        | Team Sky          | Élie Gesbert             |
| 11             | Chris Froome        | Marcel Kittel    | Warren Barguil   | Simon Yates        | Team Sky          | Maciej Bodnar            |
| 12             | Fabio Aru           | Marcel Kittel    | Warren Barguil   | Simon Yates        | Team Sky          | Steve Cummings           |
| 13             | Fabio Aru           | Marcel Kittel    | Warren Barguil   | Simon Yates        | Team Sky          | Alberto Contador         |
| 14             | Chris Froome        | Marcel Kittel    | Warren Barguil   | Simon Yates        | Team Sky          | Thomas De Gendt          |
| 15             | Chris Froome        | Marcel Kittel    | Warren Barguil   | Simon Yates        | Team Sky          | Bauke Mollema            |
| 16             | Chris Froome        | Marcel Kittel    | Warren Barguil   | Simon Yates        | Team Sky          | Sylvain Chavanel         |
| 17             | Chris Froome        | Michael Matthews | Warren Barguil   | Simon Yates        | Team Sky          | Alberto Contador         |
| 18             | Chris Froome        | Michael Matthews | Warren Barguil   | Simon Yates        | Team Sky          | Darwin Atapuma           |
| 19             | Chris Froome        | Michael Matthews | Warren Barguil   | Simon Yates        | Team Sky          | Jens Keukeleire          |
| 20             | Chris Froome        | Michael Matthews | Warren Barguil   | Simon Yates        | Team Sky          | niet uitgereikt          |
| 21             | Chris Froome        | Michael Matthews | Warren Barguil   | Simon Yates        | Team Sky          | niet uitgereikt          |
| Eindklassement | Chris Froome        | Michael Matthews | Warren Barguil   | Simon Yates        | Team Sky          | Warren Barguil           |

- 1 De groene trui werd in de tweede etappe gedragen door Vasil Kiryjenka die derde stond achter Thomas en Küng.

## Eindklassementen

### Algemeen klassement
| Plaats    | Naam             | Ploeg               | Tijd      |
| --------- | ---------------- | ------------------- | --------- |
| Gele trui | Chris Froome     | Team Sky            | 86u20'55" |
| 2         | Rigoberto Urán   | Cannondale-Drapac   | + 54"     |
| 3         | Romain Bardet    | AG2R La Mondiale    | + 2'20"   |
| 4         | Mikel Landa      | Team Sky            | + 2'21"   |
| 5         | Fabio Aru        | Astana Pro Team     | + 3'05"   |
| 6         | Daniel Martin    | Quick-Step Floors   | + 4'42"   |
| 7         | Simon Yates      | Orica-Scott         | + 6'14"   |
| 8         | Louis Meintjes   | UAE Team Emirates   | + 8'20"   |
| 9         | Alberto Contador | Trek-Segafredo      | + 8'49"   |
| 10        | Warren Barguil   | Team Sunweb         | + 9'25"   |
|           |                  |                     |           |
| 17        | Bauke Mollema    | Trek-Segafredo      | + 37'43"  |
| 19        | Serge Pauwels    | Team Dimension Data | + 39'36"  |

### Nevenklassementen
| Puntenklassement |                      |                     |        |
| Plaats           | Naam                 | Ploeg               | Punten |
| Groene trui      | Michael Matthews     | Team Sunweb         | 370    |
| 2                | André Greipel        | Lotto Soudal        | 234    |
| 3                | Edvald Boasson Hagen | Team Dimension Data | 220    |
|                  |                      |                     |        |
| 6                | Thomas De Gendt      | Lotto Soudal        | 149    |
| 7                | Dylan Groenewegen    | Team LottoNL-Jumbo  | 144    |

| Bergklassement |                 |                    |        |
| Plaats         | Naam            | Ploeg              | Punten |
| Bolletjestrui  | Warren Barguil  | Team Sunweb        | 169    |
| 2              | Primož Roglič   | Team LottoNL-Jumbo | 80     |
| 3              | Thomas De Gendt | Lotto Soudal       | 64     |
|                |                 |                    |        |
| 8              | Bauke Mollema   | Trek-Segafredo     | 37     |

| Jongerenklassement |                  |                   |            |
| Plaats             | Naam             | Ploeg             | Tijd       |
| Witte trui         | Simon Yates      | Orica-Scott       | 86u27'09"  |
| 2                  | Louis Meintjes   | UAE Team Emirates | + 2'06"    |
| 3                  | Emanuel Buchmann | BORA-hansgrohe    | + 27'07"   |
|                    |                  |                   |            |
| 4                  | Tiesj Benoot     | Lotto Soudal      | + 35'50"   |
| 10                 | Dylan van Baarle | Cannondale-Drapac | + 2u40'57" |

| Ploegenklassement |                    |            |
| Plaats            | Ploeg              | Tijd       |
|                   | Team Sky           | 259u21'06" |
| 2                 | AG2R La Mondiale   | + 7'14"    |
| 3                 | Trek-Segafredo     | + 1u44'46" |
|                   |                    |            |
| 9                 | Lotto Soudal       | + 2u28'18" |
| 17                | Team LottoNL-Jumbo | + 4u49'48" |

## Uitvallers
1. De Spanjaard Jon Izagirre moest opgeven in de eerste etappe na een valpartij.
2. De Spanjaard Alejandro Valverde moest opgeven in de eerste etappe na een valpartij. Hij brak onder meer zijn knieschijf.
3. De Australiër Luke Durbridge gaf op tijdens de tweede etappe door een val in de eerste etappe.
4. De Slowaak Peter Sagan werd na de vierde etappe door de jury uit koers gezet, na een controversiële sprint waarbij Cavendish ten val kwam.[3]
5. De Brit Mark Cavendish ging niet van start in de vijfde etappe vanwege een gebroken schouderblad na een val in de vierde etappe.
6. De Nederlander Jos van Emden gaf op tijdens de negende etappe.
7. De Nederlander Robert Gesink gaf op tijdens de negende etappe na een valpartij.
8. De Italiaan Manuele Mori gaf op tijdens de negende etappe na een valpartij.
9. De Australiër Richie Porte gaf op tijdens de negende etappe na een valpartij.
10. De Brit Geraint Thomas gaf op tijdens de negende etappe na een valpartij.
11. De Fransman Mickaël Delage werd gediskwalificeerd wegens het overschrijden van de tijdslimiet in de negende etappe.
12. De Fransman Arnaud Démare werd gediskwalificeerd wegens het overschrijden van de tijdslimiet in de negende etappe.
13. De Italiaan Jacopo Guarnieri werd gediskwalificeerd wegens het overschrijden van de tijdslimiet in de negende etappe.
14. De Litouwer Ignatas Konovalovas werd gediskwalificeerd wegens het overschrijden van de tijdslimiet in de negende etappe.
15. De Slowaak Juraj Sagan werd gediskwalificeerd wegens het overschrijden van de tijdslimiet in de negende etappe.
16. De Italiaan Matteo Trentin werd gediskwalificeerd wegens het overschrijden van de tijdslimiet in de negende etappe.
17. De Australiër Mark Renshaw werd gediskwalificeerd wegens het overschrijden van de tijdslimiet in de negende etappe.
18. De Pool Rafał Majka ging niet van start in de tiende etappe na een val in de negende etappe.
19. De Italiaan Dario Cataldo gaf op tijdens de elfde etappe na een val in de bevoorradingszone.
20. De Deen Jakob Fuglsang gaf op tijdens de dertiende etappe.
21. De Fransman Arthur Vichot gaf op tijdens de dertiende etappe.
22. De Italiaan Fabio Felline gaf op tijdens de veertiende etappe.
23. De Belg Tim Wellens gaf op tijdens de vijftiende etappe.
24. De Belg Philippe Gilbert ging niet van start in de zestiende etappe door ziekte.
25. De Nieuw-Zeelander George Bennett gaf op tijdens de zestiende etappe.
26. De Duitser Marcel Sieberg ging niet van start in de zeventiende etappe door ziekte.
27. De Fransman Thibaut Pinot gaf op tijdens de zeventiende etappe.
28. De Brit Daniel McLay gaf op tijdens de zeventiende etappe.
29. De Duitser Marcel Kittel gaf op tijdens de zeventiende etappe na een valpartij.
30. De Tsjech Ondřej Cink gaf op tijdens de negentiende etappe.
31. De Nederlander Timo Roosen gaf op tijdens de negentiende etappe.